# Karsienko
Karsienko – jezioro w Polsce, położone w województwie lubuskim, w powiecie sulęcińskim, w gminie Torzym, na terenie Puszczy Rzepińskiej.

## Położenie i opis
Jezioro położone jest w południowej części powiatu sulęcińskiego, na Równinie Torzymskiej. Akwen znajduje się ok. 2 km na południowy zachód od miejscowości Torzym. Nieco na wschód znajduje się podobne wielkością Jezioro Wilcze (Jasne). Zbiornik w całości otoczony jest lasami. Ma nieregularny kształt, z kilkoma półwyspami i zatokami.
W czerwcu 2020 r. miała miejsce akcja wydobycia z jeziora 1650 pocisków, głównie rakietowych, z czasów II wojny światowej.

## Hydronimia
Jezioro pojawia się w źródłach w 1933 jako Karschen See, a następnie Karsienko (1951), Jezioro Ciemne (2003). Państwowy rejestr nazw geograficznych jako nazwę urzędową akwenu podaje Karsienko, wymieniając nazwę oboczną Jezioro Ciemne. W niektórych źródłach pojawia się jeszcze nazwa Karasienko.

## Morfometria
Według danych Instytutu Meteorologii i Gospodarki Wodnej powierzchnia zwierciadła wody jeziora wynosi 19,3 ha, A. Choiński, poprzez planimetrowanie na mapach 1:50 000, określił wielkość jeziora na 20 ha, natomiast według danych IRŚ powierzchnia wynosi 24,7 ha.
Średnia głębokość zbiornika wodnego to 1,7 m, a maksymalna to 3,4 m (według IMGW), bądź 4,1 m (według IRŚ). Objętość jeziora wynosi 328,1 tys. m³. Maksymalna długość jeziora to 1170 m, a szerokość 310 m. Długość linii brzegowej wynosi 3100 m.
Według Atlasu jezior Polski (red. J. Jańczak, 1996) lustro wody znajduje się na wysokości 86,1 m n.p.m., natomiast według numerycznego modelu terenu udostępnionego przez Geoportal 85,8 m n.p.m.
Według Mapy Podziału Hydrograficznego Polski leży na terenie zlewni czwartego poziomu Zlewnia bezodpływowych jez.: Karasienko i Wilczego. Identyfikator MPHP to 17810.

## Zagospodarowanie
Administratorem wód jeziora jest Regionalny Zarząd Gospodarki Wodnej we Wrocławiu. Utworzył on obwód rybacki, który obejmuje wody jeziora Karsienko wraz z jego dopływami(Obwód rybacki Jeziora Karasienko (Ciemne) w zlewni rzeki Ilanka – nr 3). Gospodarkę rybacką na jeziorze prowadzi Polski Związek Wędkarski Okręg w Zielonej Górze. Ze względu na typologię rybacką jest to jezioro na pograniczu typu leszczowego i linowo-szczupakowego.

## Ochrona środowiska
Jezioro znajduje się na obszarze chronionego krajobrazu „Puszcza nad Pliszką” oraz w granicach obszaru specjalnej ochrony siedlisk Natura 2000 „Rynna Jezior Torzymskich” PLH080073.